# Рибосомний білок S7
Рибосомний білок S7 (англ. Ribosomal protein S7) – білок, який кодується геном RPS7, розташованим у людей на короткому плечі 2-ї хромосоми.  Довжина поліпептидного ланцюга білка становить 194 амінокислот, а молекулярна маса — 22 127.
| 10         |  | 20         |  | 30         |  | 40         |  | 50         |
| ---------- |  | ---------- |  | ---------- |  | ---------- |  | ---------- |
| MFSSSAKIVK |  | PNGEKPDEFE |  | SGISQALLEL |  | EMNSDLKAQL |  | RELNITAAKE |
| IEVGGGRKAI |  | IIFVPVPQLK |  | SFQKIQVRLV |  | RELEKKFSGK |  | HVVFIAQRRI |
| LPKPTRKSRT |  | KNKQKRPRSR |  | TLTAVHDAIL |  | EDLVFPSEIV |  | GKRIRVKLDG |
| SRLIKVHLDK |  | AQQNNVEHKV |  | ETFSGVYKKL |  | TGKDVNFEFP |  | EFQL       |

A: Аланін

D: Аспарагінова кислота

E: Глутамінова кислота

F: Фенілаланін

G: Гліцин

H: Гістидин

I: Ізолейцин

K: Лізин

L: Лейцин

M: Метіонін

N: Аспарагін

P: Пролін

Q: Глутамін

R: Аргінін

S: Серин

T: Треонін

V: Валін

Цей білок за функціями належить до рибонуклеопротеїнів, рибосомних білків. 
Локалізований у цитоплазмі, цитоскелеті.